# Russell Van Hout
Russell Van Hout (Adelaide, 15 giugno 1976) è un ex ciclista su strada australiano.
Professionista tra il 2000 ed il 2009, vinse un campionato nazionale.

## Carriera
Le principali vittorie da professionista furono il Canberra Tour e due tappe al Tour of Tasmania nel 2002, il prologo del Giro di Grecia e una tappa alla Ronde van Midden-Brabant nel 2003, i campionati australiani e una tappa al Tour Down Under nel 2006. Partecipò a due edizioni del Giro d'Italia.

## Palmarès
- 2002

Australian Road Series
1ª tappa Tour of Tasmania (Hobart Wrest Point > Kingston)
6ª tappa Tour of Tasmania (Launceston Country Club Resort, cronometro)
Classifica generale Canberra Tour
- 2003

Prologo Giro di Grecia (Atene)
2ª tappa Ronde van Midden-Brabant (cronometro)
- 2006

South Australian Open Road Championships
Campionati australiani, Prova in linea
4ª tappa Tour Down Under (Willunga > Willunga)
- 2008

1ª tappa Mersey Valley Tour (cronometro)

### Altri successi
- 2003

Criterium di Regency Park
Criterium di Norwood

## Piazzamenti

### Grandi giri
- Giro d'Italia

2004: 134º
2005: 153º